# سيبانيك (أرارات)
مدينة سيبانيك (بالأرمينية:Սիփանիկ) (بالإنجليزية: Sipanik)‏ هي إحدى المدن التابعة لمقاطعة أرارات في أرمينيا. يقدر عدد سكانها بـ 762 نسمة حسب الإحصاء الذي جرى عام 2011.